# Richard Turner
Richard Turner is een Brits radioproducent voor de BBC. Hij is de mede-ontwikkelaar van het radiospel The Museum of Curiosity op BBC Radio 4, samen met schrijver en presentator John Lloyd en Dan Schreiber, waarmee hij samen de show produceert.
Turner werkt daarnaast als tekstschrijver voor de radioserie The Penny Dreadfuls Present... op BBC Radio 7.